# Paraphormosoma
Paraphormosoma is een geslacht van zee-egels uit de familie Phormosomatidae.

## Soorten
- Paraphormosoma alternans (De Meijere, 1902)